# Globuli

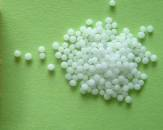
Globuli

Globuli (Plural, Lateinisch für „Kügelchen“; Singular: Globulus) oder Streukügelchen sind eine in der Pseudowissenschaft verwendete  pharmazeutische Formulierung. Sie kommen beispielsweise bei homöopathischen Arzneimitteln, in der Bach-Blütentherapie oder bei Schüßler-Salzen zum Einsatz. Globulus bezeichnet hierbei ausschließlich die Kugelform, die aus Haushaltszucker oder anderen Kohlenhydraten besteht. Es lässt sich für Globuli keine therapeutische Wirkung nachweisen, die über den Placebo-Effekt hinausgeht.

## Zusammensetzung und Aufbau

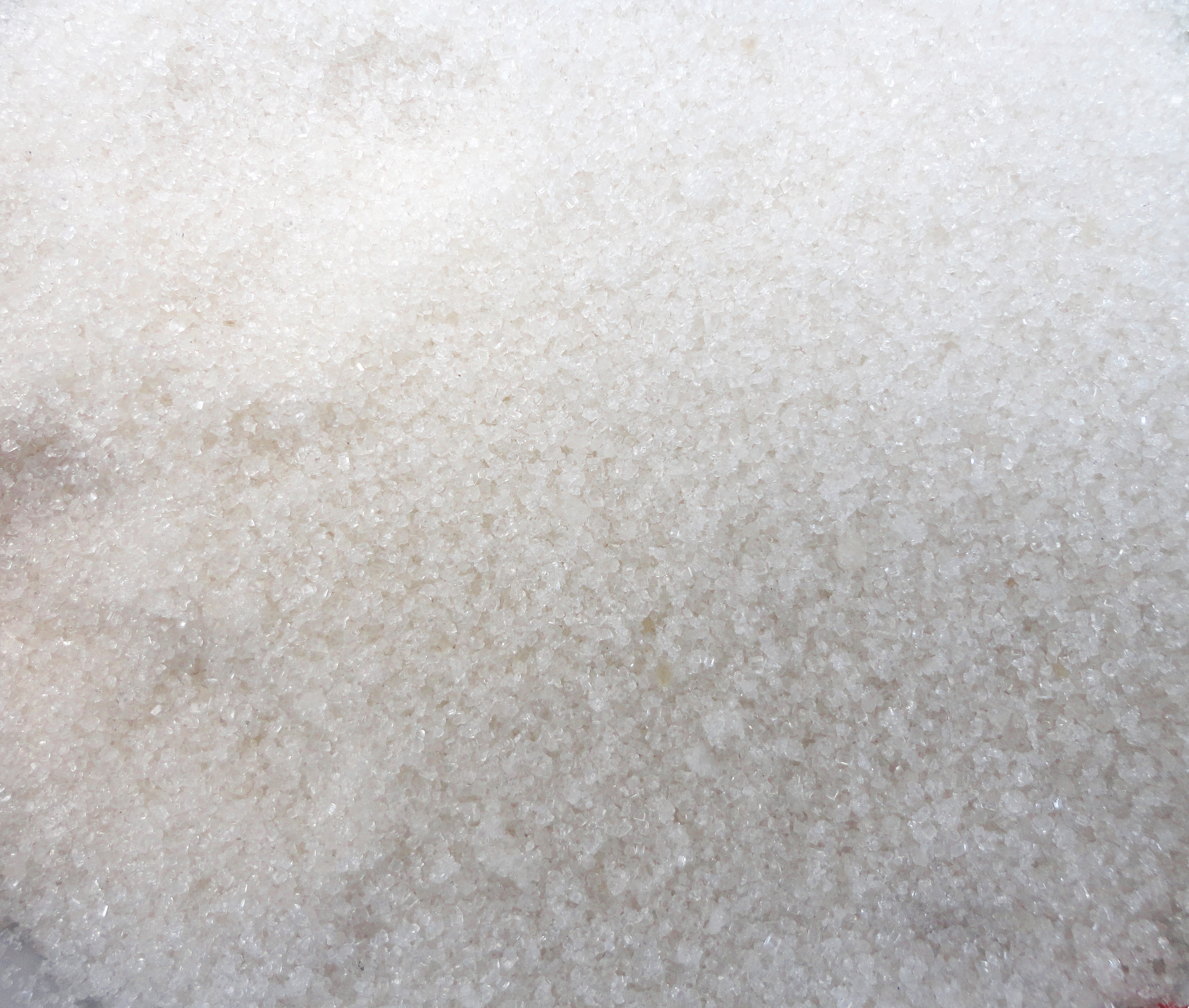
Globuli bestehen aus Haushaltszucker

Trägerstoff (nach HAB 2006) und damit meist die einzige Substanz in homöopathischen Globuli ist Saccharose (Haushaltszucker), es gibt aber auch mehlhaltige Globuli nach Samuel Hahnemanns Rezeptur sowie aus dem Zuckeraustauschstoff Xylit. Globuli gibt es in verschiedenen Größen (Größenkategorie 1 bis 10 gemäß dem Europäischen Arzneibuch). Globuli der Größenkategorie 3 beispielsweise haben einen Durchmesser von 1,8 bis 2,5 mm.

## Medizinische Wirksamkeit
Für homöopathische Mittel nahezu aller Verdünnungsstufen (in der Homöopathie „Potenzen“ genannt) existieren keine wissenschaftlichen Belege einer Wirksamkeit. Soweit sie aufgrund der starken Verdünnung keinen Wirkstoff enthalten, handelt es sich um Scheinmedikamente, die Placebo-Effekte auslösen können. Siehe dazu auch Kritik an der Homöopathie.
Homöopathika geringerer Verdünnung von „Urtinkturen“ bis zu „Potenzen“ von „D4“ enthalten Wirkstoff und können daher zu allergischen Reaktionen und zu Vergiftungserscheinungen führen. Die amerikanische Food and Drug Administration (FDA) warnte wiederholt und zuletzt im September 2016 vor sogenannten Teething Tablets und Teething Gels, homöopathischen Präparaten niedriger Verdünnung, die aus Schwarzer Tollkirsche (Atropa belladonna) hergestellt werden und bei Kleinkindern die Schmerzen beim Zahnen erträglich machen sollen. Seit ihrer Warnung im Jahr 2010 erreichten die Behörde mehr als 400 Berichte über Atropin-Vergiftungen nach Anwendung derartiger Produkte, darunter auch 10 Todesfälle. Laboruntersuchungen fanden in verschiedenen Produkten der Teething Tablets Belladonna-Konzentrationen, die weit über dem deklarierten Gehalt lagen. Zum Schutz der Konsumenten wurde der Hersteller aufgefordert, die betroffenen Produkte zurückzurufen. Ein Nachweis, dass die „Urtinkturen“, in welcher Verdünnung („Potenzierung“) auch immer, in dem beabsichtigten Sinne wirksam seien, existiert nicht.
In der Schweiz wurde 2019 ein Fall einer chronischen Arsenvergiftung mit D6-Globuli bekannt.

## Trivia
Wegen des allenfalls spurenweise vorhandenen Wirkstoffes werden sie mitunter sarkastisch auch als „Glaubuli“ bezeichnet, um damit darauf zu verweisen, dass kein wissenschaftlicher Beleg für die Wirkung existiert, man also an diese glauben müsse.